# Jane Brotherton Walker
Jane Brotherton Walker (31 tháng 1 năm 1925 – 3 tháng 4 năm 2009) là một chuyên gia hàng đầu thế kỷ 20 trong lĩnh vực phân loại học, đặc biệt là ở Châu Phi.
Sinh ngày 31 tháng 1 năm 1925 tại Nairobi, Kenya, Walker lớn lên trong một trang trại và được mẹ dạy học tại nhà trong những năm học tiểu học. Bà hoàn thành chương trình giáo dục trung học ở Anh, nơi bà tốt nghiệp trường trung học dành cho nữ sinh Retford năm 1944. Trong thời gian ở Anh, bà mắc bệnh viêm đa cơ, di chứng dần dần ảnh hưởng đến khả năng đi lại, đặc biệt là trong những năm cuối cấp. Bà có bằng Cử nhân Khoa học (có bằng danh dự) năm 1948 và bằng Thạc sĩ Khoa học năm 1959, cả hai tại Đại học Liverpool. Năm 1983, bà được Đại học Witwatersrand, Johannesburg, Nam Phi trao bằng Tiến sĩ Khoa học (Hon.).
Tiến sĩ Walker được tuyển dụng lần đầu tiên vào năm 1949 tại Chi nhánh nghiên cứu của Cơ quan dân sự hải ngoại của Nữ hoàng với tư cách là Cán bộ nghiên cứu của Tổ chức nghiên cứu thú y Đông Phi tại Muguga, Kenya, nơi bà đã trở thành Cán bộ khoa học chính trước khi đảm nhiệm chức vụ Chuyên viên cao cấp tại Viện nghiên cứu thú y, Onderstepoort, vào năm 1966 khi nghỉ hưu của Tiến sĩ Gertrud Theiler. Bà đã dành phần còn lại của cuộc đời làm việc tại Viện, vươn lên hàng ngũ trở thành Trưởng phòng nghiên cứu thú y và làm Chuyên gia khoa học cho đến khi sức khỏe không thành công buộc phải nghỉ hưu vào năm 1990. Sau khi nghỉ hưu chính thức, bà tiếp tục làm việc khi có thể ở Onderstepoort trong một khả năng danh dự cho đến năm 1998. Bà là một chuyên gia hàng đầu về chi bọ ve Rhipicephalus và Amblyomma s châu Phi và từng là thành viên của Ủy ban Biên tập của Tạp chí Nghiên cứu Thú y Onderstepoort từ năm 1969 đến 2000. Trong sự nghiệp tích cực của mình, Walker là tác giả hoặc đồng tác giả 53 ấn phẩm khoa học và năm cuốn sách và mô tả 18 loài ve mới.
Tiến sĩ Walker qua đời tại nhà riêng ở Pretoria vào sáng thứ Sáu ngày 3 tháng 4 năm 2009, để lại một di sản rộng lớn trong các tác phẩm đã xuất bản của bà, và trong quá trình đào tạo và trí tuệ, bà đã truyền đạt cho những người khác, bao gồm các nhà nghiên cứu nổi tiếng như Tiến sĩ Gertrud Theiler và Dr. Harry Hoogstraal.

## Danh hiệu
Ngoài Tiến sĩ Khoa học danh dự, Đại học Witwatersrand đã trao tặng bà vào năm 1983, Tiến sĩ Walker được các đồng nghiệp của bà công nhận với ba giải thưởng danh giá nhất trong lĩnh vực khoa học sinh học ở Nam Phi, Huy chương Elsdon Dew năm 1988 của Hiệp hội Ký sinh trùng Nam Phi cho dịch vụ xuất sắc được trao cho Ký sinh trùng ở Châu Phi, Giải thưởng Phụ nữ Khoa học và công nghệ Nông nghiệp năm 1998, và Giải thưởng Tin tưởng Tưởng niệm Theiler năm 1998 cho dịch vụ đặc biệt được trao cho Khoa học Thú y ở Châu Phi. Các argasid đánh dấu Argas walkerae Kaiser và Hoogstraal, 1969, "cầm Nam Phi Walker của argasid" được đặt tên để vinh danh bà.